# Frank Seifert
Frank Seifert (* 2. Oktober 1972 in Dresden) ist ein ehemaliger deutscher Fußballspieler.
Seifert kam in der Jugend 1986 vom FSV Lokomotive Dresden zu Dynamo Dresden. Er trat bei der U-16-Weltmeisterschaft 1989 für die DDR an. Nach dem Fall der Berliner Mauer ging Frank Seifert zum VfB Stuttgart. Mit den Schwaben gewann Seifert die Deutsche A-Juniorenmeisterschaft 1990/91. 1992 schloss er sich dem Chemnitzer FC an. Nachdem er in der Saison 1994/95 zehn Einsätze in der 2. Bundesliga für den CFC absolvierte und dabei einen Treffer erzielte, wechselte Frank Seifert zu Energie Cottbus. In der Spielzeit 1996/97 stieg Seifert mit Cottbus in die 2. Bundesliga auf und erreichte außerdem das Endspiel gegen den VfB Stuttgart im DFB-Pokal 1996/97, in dem er mit Energie seinem ehemaligen Verein mit 0:2 unterlag. Nach acht Saisoneinsätzen und einem Treffer für Energie Cottbus in der Zweitligasaison 1997/98 schloss sich Seifert dem VfB Leipzig an. Im Sommer 2000 ging er zum FC Rot-Weiß Erfurt. Zwei Jahre später wechselte er zum Dresdner SC. Von 2003 bis 2006 spielte Frank Seifert für die SG Blau-Gelb Laubsdorf. Danach war er zwei Jahre für den FV Dresden 06 aktiv. In der Saison 2008/09 spielte Seifert für den SC Borea Dresden und beendete seine Karriere am Saisonende.